# Enric Masip i Borràs
Enric Masip i Borràs (Barcelona, 1. rujna 1969.) je španjolski rukometaš. Igra na položaju srednjeg vanjskog. Španjolski je reprezentativac. 
Od 1987. do 1990. je igrao za Granollers, nakon čega je prešao u susjednu Barcelonu. U Barceloni je ostao do kraja karijere. Za Španjolsku je odigrao 205 utakmica. Karijeru je bio prisiljen završiti zbog problema s leđima s kojima se sve teže nosio.

## Uspjesi
1990-ih je godina s Barcelonom osvojio sve važne međunarodne naslove.

### Međunarodni naslovi
S Barcelonom je osvojio:
- 6× prvaci Lige prvaka (1990./91., 1995./96., 1996./97., 1997./98., 1998./99. i 1999./2000.)
- 2× Kupa pobjednika kupova (1993./94. i 1994./95.)
- 4× EHF Champions Trophy (1995./96., 1996./97., 1997./98. i 1998./99.)

S reprezentacijom:
- bronca na Olimpijskim igrama 2000. u Sydneyu
- europski doprvak 1996. u Španjolskoj
- bronca na europskom prvenstvu 2000. u Hrvatskoj

### Državni naslovi
- 7× španjolski prvak (1990./91., 1991./92., 1995./96., 1996./97., 1997./98., 1998./99. i 1999./2000.)
- 5× Kraljev kup (Copa del Rey) (1992./93., 1993./94., 1996./97., 1997./98. i 1999./2000.)
- 8× katalonski prvak (1988., 1989., 1991., 1992., 1993., 1994., 1995. i 1997.)
- 5× španjolski superkup (1991., 1992., 1994., 1997. i 1998.)
- 5× Kup ASOBAL (1995., 1996., 2000., 2001. i 2002.)

## Vanjske poveznice
- (kat.) Enric Masip  Arhivirana inačica izvorne stranice od 28. siječnja 2011. (Wayback Machine)
- (špa.) www.coe.es - Enric Massip Borrás  Arhivirana inačica izvorne stranice od 3. ožujka 2016. (Wayback Machine)
- (špa.) www.olympic.org - Enric Masip
- (eng.) www.sports-reference.com - Enric Massip